# Carlos Maia Pinto
Carlos Henriques da Silva Maia Pinto (Porto, 5 giugno 1866 – Foz do Douro, 2 novembre 1932) è stato un politico e militare portoghese.
Fu, per un breve periodo, presidente dei ministri della Prima repubblica portoghese nel 1921. Nel corso della sua carriera politica, fu anche ministro dell'Interno e ministro delle colonie.

## Onorificenze
| Controllo di autorità | VIAF (EN) 99814794 · ISNI (EN) 0000 0000 7012 6638 |